# Cascade du Chaudron
La cascade du Chaudron est une chute d'eau de l'île de La Réunion, un département d'outre-mer français dans le sud-ouest de l'océan Indien. Elle relève du territoire de la commune de Saint-Denis, une commune de La Réunion qui en est le chef-lieu, mais aussi du parc national de La Réunion.
Située sur la ravine du Chaudron, elle alimente une partie de Saint-Denis en eau potable.

## Accès

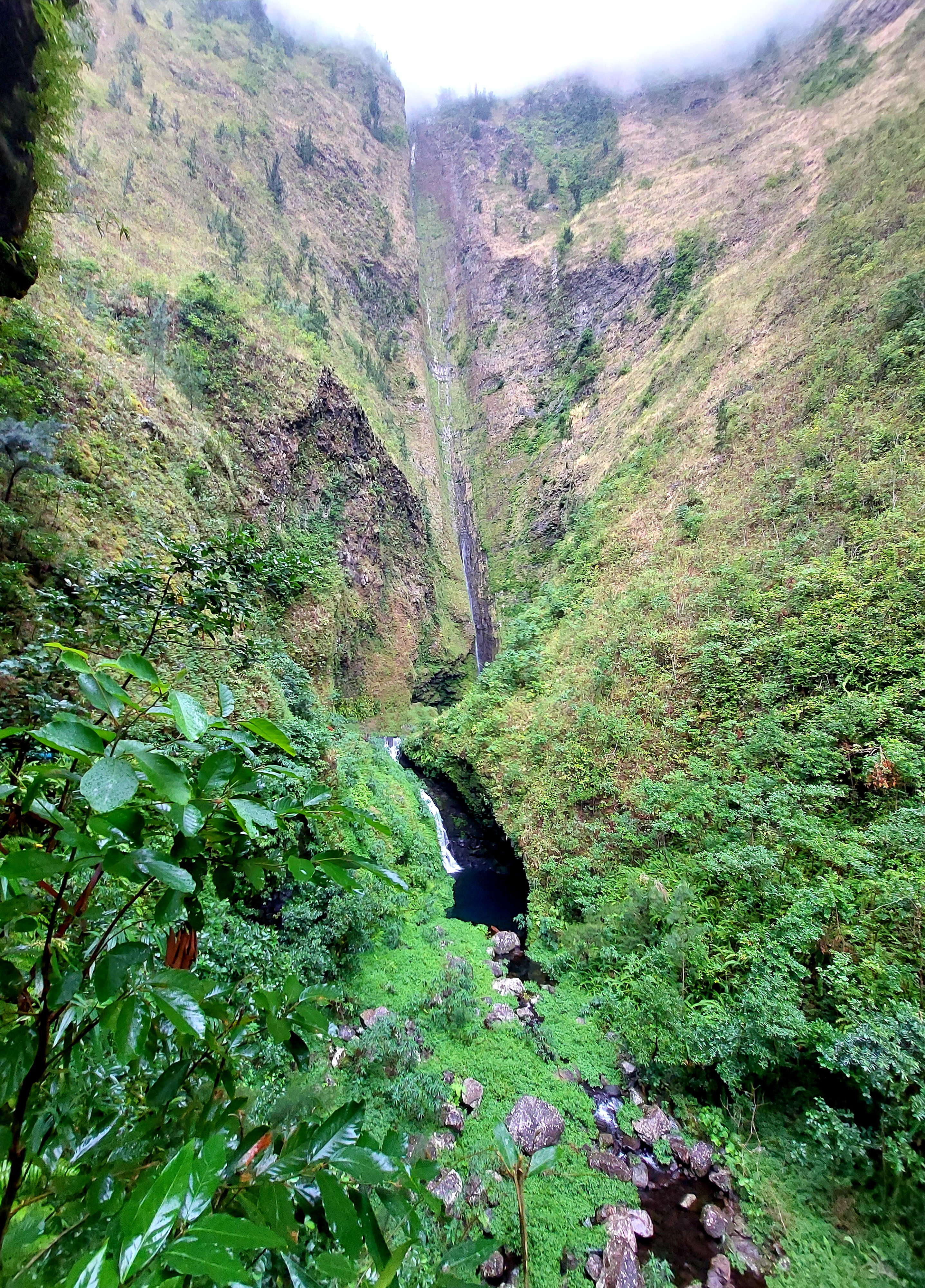
La cascade du Chaudron et son double bassin.

Il faut emprunter le chemin de la Bretagne, suivre le chemin de Bois-Rouge et le chemin des Fougères. Le début de la randonnée est mal indiqué, il se trouve près de la cabine téléphonique à la droite. Le chemin qui mène à la cascade est présentement fermé et particulièrement dangereux.
L'accès par le sentier est interdit depuis 1998. La porte est désormais cadenassée[réf. nécessaire].